# Galerie Valentin
La Galerie Valentin (anciennement Galerie L'Art français) était une galerie d'art canadienne, située à Montréal, au Québec.

## Historique
En 1934, Louis (1890-1956) et Lucienne Lange (1900-1992) fondent la Galerie L'Art français, devenue ensuite Galerie Valentin, la doyenne des galeries de Montréal, au 370 avenue Laurier ouest, à Outremont. Ils y exposent de l'art français et de l'art québécois. Y sont représentés, entre autres, les œuvres d'Ozias Leduc, Jean Paul Lemieux, Krieghoff, Suzor-Côté, Dallaire et Riopelle. En 1975, Jean-Pierre Valentin achète la galerie, et lui donne son nom après avoir déménagé sur la rue Sherbrooke. En juillet 2019, la galerie revient sur l'avenue Laurier, peu avant le décès de Valentin. Elle cesse ses activités le 18 décembre 2020.

### La Galerie L'Art français
Louis vient de Belgique et Lucienne de France. Arrivés à Montréal au début des années 1930, ils ouvrent un magasin d'encadrement, L'Art français, en proposant des reproductions d'œuvres de peintres français connus. Ils rencontrent alors des artistes qui viennent y encadrer leurs tableaux et en 1936, ils vendent des œuvres originales d'artistes dont celles de Fleurimond Constantineau, le premier artiste à être exposé à la galerie. Devant la demande pour l'art européen, M. Lange voyage en Belgique, en France et ailleurs en Europe pour acheter des tableaux tout en exposant parallèlement des artistes québécois dont Philip Surrey. La seconde guerre mondiale freine cette importation de tableaux européens et René Richard expose alors à L'Art français en 1943. Il s'agit de sa première exposition.
La peinture canadienne occupe une place de plus en plus importante à la galerie et laisse une place au modernisme. 
La galerie expose dès lors Adrien Hébert, Alfred Laliberté, Clarence Gagnon, Horatio Walker, Coburn, Lismer, Jackson, Holgate, Lyman, Brymner, Cullen, Franchère, Massicotte, Plamondon, Berthe des Clayes, Bourassa, Louis Dulongpré, Théophile Hamel, Georges Delfosse, Henri Julien, Joseph Saint-Charles, Charles de Belle, Robert Pilot, Jack Beder, Borenstein, Henri Masson, Stanley Cosgrove et Goodridge Roberts et à l'occasion Pellan, Borduas, Edmund Alleyn, Paul-Vanier Beaulieu, Ghitta Caiserman, Emily Carr, John Young Johnstone, John Little. La sculpture est également présente avec Jordi Bonet.
En 1956, au décès de son mari, Lucienne Lange continue à diriger la galerie et au début des années 1970, elle découvre et expose Miyuki Tanobe.

### Marc-Aurèle Fortin
En 1940, M. et Mme Lange reçoivent la visite de Marc-Aurèle Fortin et décident de le représenter même s'il n'est pas toujours bien reçu par la critique. L'artiste y expose en solo tous les deux ans et dans la décennie suivante remporte des prix à travers le Canada, l'Europe et l'Amérique du Sud où il remporte le premier prix de peinture en 1944 à Rio de Janeiro.

### La Galerie Valentin
Après son rachat par Jean-Pierre Valentin, la galerie continue d'exposer Miyuki Tanobe, des artistes contemporains québécois et des artistes établis dont Marc-Aurèle Fortin. Rapidement la galerie ne représente plus d'art français mais se concentre sur les artistes québécois et canadiens dont Krieghoff, Riopelle, Borduas, Pellan. Des expositions rétrospectives portent sur des artistes comme Dallaire, Brandtner, Surrey. Sont également exposés des sculpteurs contemporains comme Frank Vondrejs et Pearl Levy à côté des peintres actuels tels que Christian Deberdt, Élène Gamache, Geneviève Jost ou encore Jeannette Perreault, Maja Vodanovic, Henry Wanton Jones, Stanislav Germanov, Thérèse Lacasse, Guylaine Beauchemin, Claude De Gaspé Alleyn. La galerie collabore également avec les musées lors d'expositions d'artistes historiques. Ainsi, les archives de la galerie sur Fortin servent au Musée national des beaux-arts du Québec à monter une exposition sur l'artiste. Lors des anniversaires de la galerie, notamment les 70 ans, ont lieu des rétrospectives regroupant les tableaux majeurs de l'art canadien vendus au fil des décennies.

### Jean-Pierre Valentin
Né en France dans les Vosges, en 1949, Jean-Pierre Valentin, diplômé en Commerce International de l’EDC à Paris en 1971, devient courtier en 1972 en tableaux et gravures en Europe, en Amérique du Nord ainsi qu’au Japon avant d'acheter la galerie. En 1977, il siège au conseil d’administration de l’Association professionnelle des galeries d’art du Canada, aujourd’hui l'ADAC, dont il devient le président en 1981 avant d’être réélu en 1983. Il y siège par la suite comme président sortant pendant quatre autres années. Jean-Pierre Valentin a donné plusieurs conférences et entrevues sur le marché de l’art, sur des artistes tels que Fortin et Clarence Gagnon, l’expertise en authentification, en évaluation, l'art comme investissement et comment bâtir une collection d’œuvres d’art. En 1980, il est l'auteur de la préface du livre Marc-Aurèle Fortin en Gaspésie. Entre 2003 et 2005, il siège à la Commission canadienne d’examen des exportations de biens culturels. Il réalise le catalogue raisonné de Marc-Aurèle Fortin. Il meurt le 27 décembre 2019.